# Anker Jørgensen

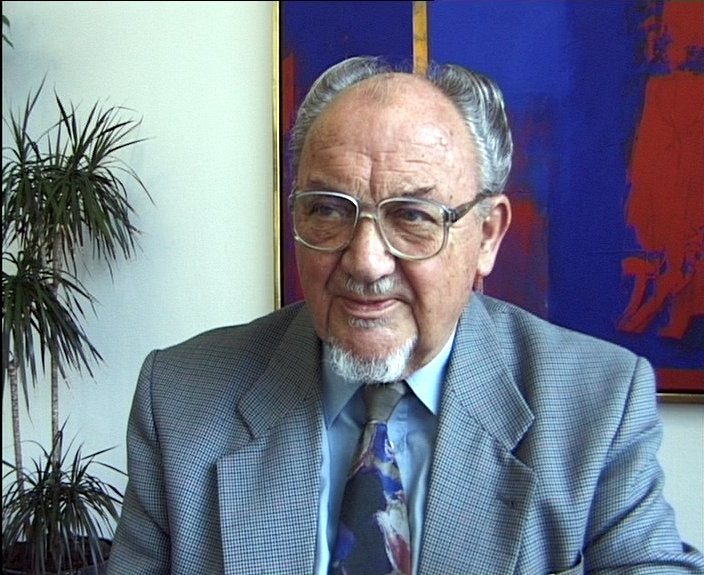
Anker Jørgensen (1998)

Anker Henrik Jørgensen (* 13. Juli 1922 in Kopenhagen; † 20. März 2016) war ein dänischer sozialdemokratischer Politiker und von 1972 bis 1973 sowie von 1975 bis 1982 dänischer Ministerpräsident.

## Leben
Jørgensen wuchs als Sohn eines Kutschers in armen Verhältnissen auf. Im Alter von vier Jahren wurde er Vollwaise und deshalb von seiner Tante, einer Tabakarbeiterin, und seinem Onkel, einem Chauffeur, adoptiert. Jørgensen ging im königlichen Waisenhaus zur Schule, wobei er nebenbei als Bote arbeitete, und beendete diese nach der 7. Klasse. Nach dem Erwerb der mittleren Reife 1945 nach dem Besuche einer Abendschule, arbeitete er auf Schiffswerften als Lager- und Speicherarbeiter. Als Soldat im Zweiten Weltkrieg wurde Jørgensen interniert und schloss sich danach dem Widerstand an. 1949 legte er sein Präliminarexamen nach dem Besuche einer Abendschule ab.
1961 bis 1964 war Jørgensen Mitglied der Kopenhagener Bürgerschaft und wurde 1964 ins Folketing gewählt. 1966 war er Mitbegründer des Socialdemokratisk samfund, einer Sammlung des linken Flügels der Sozialdemokraten. Vom 5. Oktober 1972 bis zum 19. Dezember 1973 war Jørgensen Ministerpräsident mit dem rein sozialdemokratischen Kabinett Jørgensen I. Nach einer Unterbrechung durch die liberale Regierung Hartling, wurde Jørgensen am 13. Februar 1975 abermals Ministerpräsident mit dem Kabinett Jørgensen II, musste allerdings für sein Kabinett Jørgensen III die Venstre dazunehmen. Mit den Kabinetten Jørgensen IV und Jørgensen V regierte er wieder mit durchgehend sozialdemokratischen Ministern bis zum 10. September 1982. 1978 war er außerdem für einige Monate dänischer Außenminister als Nachfolger von Knud Børge Andersen. Jørgensen war der letzte Nichtakademiker, der dänischer Ministerpräsident wurde.
Nach dem Rücktritt als Ministerpräsident und der Übergabe des Amtes an Poul Schlüter blieb Jørgensen noch bis 1987 Parteivorsitzender der Sozialdemokraten und bis 1994 Folketingsabgeordneter.

## Auszeichnungen (Auswahl)
- 1974: Mathildeprisen
- 1991: Dansk Forfatterforenings fredspris
- 1994: Landsorganisationen i Danmark kulturpris

## Schriften
- Fra mine dagbøger. 3 Bd. Fremad, 1989–1990. ISBN 87-557-1543-5 og ISBN 87-557-1544-3
  1. 1972-1975: Bølgegang
  2. 1975-1977: I smult vande
  3. 1978-1982: Brændingen
- Fra Christianshavn til Christiansborg : erindringer 1922-1972, Fremad, 1994. ISBN 87-557-1832-9